# 堀込奈央
堀込 奈央（ほりごめ なお、1996年6月26日 - ）は、日本の元女子バレーボール選手。

## 来歴
兵庫県伊丹市出身。小学2年生のとき、アテネオリンピックをテレビで観戦したことをきっかけにバレーボールを始めた。
金蘭会高等学校3年生時にはキャプテンとして同学の春高バレー2015出場と優勝に貢献した。
2015年4月、龍谷大学に進学。
2015年8月にトルコで開催される第2回世界U-23女子選手権大会の日本代表メンバーに選出される。最終順位を4位で終えた。
大学卒業後にバレーを続けるつもりはなく、3年時はオーストラリアでの語学留学でバレーを離れていたが、龍谷大学監督の江藤直美からヴィクトリーナ姫路のトライアウトを紹介され受けることとした。
2018-19シーズン、ヴィクトリーナ姫路の内定選手になった。
2019年、大学卒業後に、ヴィクトリーナ姫路に入団した。チームがV1昇格を果たしたため、V1女子でプレーすることとなる。2019-20シーズン、リーグ戦開幕前にセッターの櫻井美樹が負傷により長期離脱となったため、入団1年目にしてスタメンセッターに抜擢された。
入団2シーズン目以降はリザーブセッターとなり、2枚替えなどでの出場がメインとなった。そのことについて、「自分の役割がはっきりしているから納得ができている。」「2枚替えだから出番がちゃんと用意されている。」というコメントを残している。
2022年5月の第70回黒鷲旗全日本男女選抜バレーボール大会よりリベロにも挑戦した。海外に挑戦したい気持ちもあっての挑戦だったという。
2023年4月28日、2022-23シーズンをもって現役を引退した。

## 所属チーム
- 伊丹市立緑丘小学校[1]
- 金蘭会中学校[1][10]
- 金蘭会高等学校
- 龍谷大学（2015-2019年）
- ヴィクトリーナ姫路 #7（2019-2023年）

## 球歴
- 2015年 - 第2回世界U-23女子選手権大会 #12[2]

## 受賞歴
- 2016年 - 第42回 西日本バレーボール大学女子選手権大会：セッター賞[11]
- 2018年 - 関西大学バレーボール連盟秋季リーグ戦：セッター賞[12]

## 個人成績
V.LEAGUEの個人成績は下記の通り（交流戦・プレーオフを含む）。
| 大会        | 所属        | 出場   | 出場     | アタック | アタック | アタック | アタック | バックアタック | バックアタック | バックアタック | バックアタック | アタック決定本数 | ブロック | ブロック   | サーブ | サーブ     | サーブ | サーブ | サーブ | サーブ | サーブレシーブ | サーブレシーブ | サーブレシーブ | 総得点 |
| ----------- | ----------- | ------ | -------- | -------- | -------- | -------- | -------- | -------------- | -------------- | -------------- | -------------- | ---------------- | -------- | ---------- | ------ | ---------- | ------ | ------ | ------ | ------ | -------------- | -------------- | -------------- | ------ |
| 大会        | 所属        | 試合数 | セット数 | 打数     | 得点     | 失点     | 決定率   | 打数           | 得点           | 失点           | 決定率         | セット平均       | 得点     | セット平均 | 打数   | ノータッチ | エース | 失点   | 効果   | 効果率 | 受数           | 成功           | 成功率         | 総得点 |
| V1 20-21    | 姫路        | 26     | 71       | 0        | 0        | 0        | -        | 0              | 0              | 0              | -              | -                | 0        | -          | 91     | 0          | 1      | 4      | 18     | 4.9    | 1              | 0              | 0.0            | 1      |
| V1 19-20    | 姫路        | 24     | 85       | 19       | 10       | 1        | 52.6     | 0              | 0              | 0              | -              | 0.12             | 1        | 0.01       | 258    | 2          | 2      | 22     | 74     | 6.6    | 4              | 0              | 0.0            | 15     |
| VCM 19-20   | 姫路        | 2      | 6        | 1        | 1        | 0        | 100.0    | 0              | 0              | 0              | -              | 0.17             | 0        | -          | 29     | 0          | 0      | 0      | 10     | 8.6    | 0              | 0              | -              | 1      |
| V2 18-19    | 姫路        | 3      | 9        | 0        | 0        | 0        | -        | 0              | 0              | 0              | -              | -                | 0        | -          | 18     | 0          | 1      | 0      | 6      | 13.9   | 0              | 0              | -              | 1      |
| 通算：4大会 | 通算：4大会 | 55     | 171      | 20       | 11       | 1        | 55.0     | 0              | 0              | 0              | -              | 0.06             | 1        | 0.01       | 396    | 2          | 4      | 26     | 108    | 6.7    | 5              | 0              | 0.0            | 18     |

## 出演

### YouTube
ヴィクトリーナ姫路公式チャンネル 
- VicNews 9月号（2020年9月4日）

 サンテレビ 
- ヴィクトリーナ姫路　堀込奈央（ほりごめなお）選手インタビュー（2020年12月21日）

### ラジオ
- ラジオ関西『いいな117ヴィクトリーナ』（2020年11月9日）